# Ehrengrab Louise Gueury

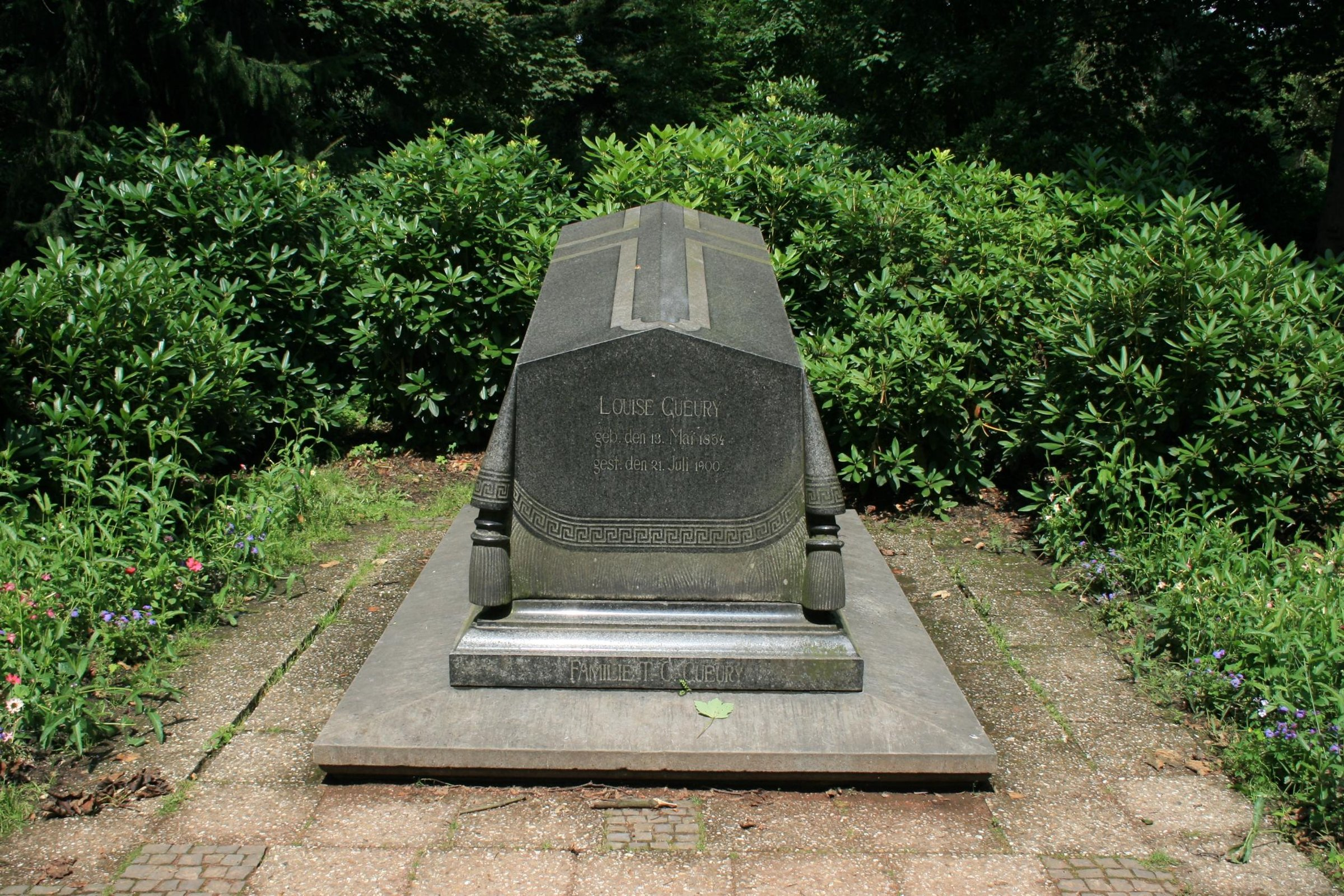
Ehrengrab Louise Gueury (2011)

Das Ehrengrab Louise Gueury befindet sich in Mönchengladbach (Nordrhein-Westfalen) auf dem ehemaligen Kirchhof an der Bettrather Straße.
Das Ehrengrab wurde 1900 erbaut. Es ist unter Nr. B 170 am 11. November 2005 in die Denkmalliste der Stadt Mönchengladbach eingetragen worden.

## Lage
Das Ehrengrab liegt im Bunten Garten und ist sowohl von der Bettrather Straße als auch von der Saarlandallee aus leicht erreichbar.

## Architektur
Es handelt sich um einen großen monolithischen Steinblock aus schwedischem Granit in Form einer mit einem Überwurf versehenen mächtigen Tumba. Die Maße der Basisplatte betragenrund 1,25 × 2,45 Meter, die Höhe der Tumba vorne 0,95 und hinten 1,25 Meter, das Gewicht mindestens acht Tonnen. Der Überwurf an den Ecken und der Mitte der Längsseite ist mit je einer Quaste gestaltet, Mäanderband, Fransenimitation, Hohlkreuz finden sich auf der satteldachförmig gestalteten Deckfläche, die abgerundeten Ecken sind über die Seiten- und Kopffläche überlappend, an den Seiten sind die Namen der Eltern und Brüder eingraviert, an der vorderen Stirnseite der von Louise Gueury mit ihren eigenen Lebensdaten, die Basisplatte ist bezeichnet mit „FAMILIE T.C.GUEURY“.
Die Grabtumba gehört der Louise Gueury (* 13. Mai 1854; † 21. Juli 1900) Stifterin der Lungenheilstätte im Hardter Wald und damit der bedeutendsten Mäzenin der Stadt Mönchengladbach.